# تاكانوري ماينو
تاكانوري ماينو (باليابانية: 前野 貴徳) (14 أبريل 1988 في ماتسوياما في اليابان – )؛ هو لاعب كرة قدم ياباني سابق كان يلعب كمدافع.

## وصلات خارجية
- تاكانوري ماينو على موقع رابطة كرة القدم اليابانية للمحترفين (اليابانية)
- تاكانوري ماينو على موقع قاعدة بيانات كرة القدم.إي يو (الإنجليزية)
- تاكانوري ماينو على موقع Soccerway.com (الإنجليزية)
- تاكانوري ماينو على موقع عالم كرة القدم.نت (الإنجليزية)
- تاكانوري ماينو على موقع كووورة